# ユリアン・フォンタナ

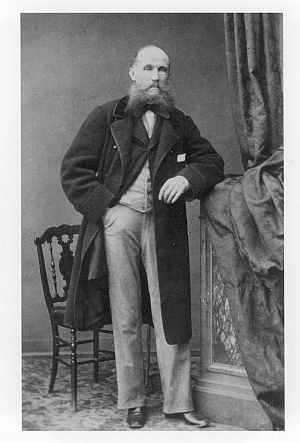
ユリアン・フォンタナ (1860)

ユリアン・フォンタナ（ポーランド語: Julian Fontana, 1810年7月31日 クラクフ - 1869年12月23日 パリ）はポーランドの法律家・著述家・起業家、作曲家。
フレデリック・ショパンの友人であり、自身もヨーゼフ・エルスナー門下の作曲家でもあった。1830年にポーランド11月蜂起に加わったことから、1832年に出国を余儀なくされ、1844年から1845年までキューバで、それから1850年まで米国で、その後はフランスでピアニストや音楽教師として働いた。1869年、病気と聴覚障害に苦しんだ末に自殺。作曲家としては多くのピアノ曲と多少の歌曲を遺している。
彼はポーランドの学生の時代からショパンの生涯において無二の友人だった。ショパンの自筆譜の多くを清書し、各国の出版社との交渉や改訂を行い、また衣装や手袋などの調度品や家具類の手配を始め、生活費や財産の管理から秘密の私信の管理や配送に至るまで、生涯の大半に渡ってショパンをささえ、またショパンがもっとも信頼し、また依存した友人だった。
彼の改訂による《幻想即興曲》はいわゆるフォンタナ版として、原典版や初版以上に広く知られている。過去にはショパンの作品をむしろ改悪したと攻撃されることもあったが、ショパンと同年生まれで音楽学校から生涯にわたって作品の改訂や出版に密接に携わってきたことから、そのような見方は減っている。ショパンは作曲に関して潔癖症で、死後は気に入らなかった未発表作品をすべて廃棄するように言い遺したが、彼がショパンの意に反してその多くを出版し世に残した功績は大きい。